# Cintray, Eure
Cintray är en kommun i departementet Eure i regionen Normandie i norra Frankrike. Kommunen ligger i kantonen Breteuil som tillhör arrondissementet Évreux. År 2018 hade Cintray 453 invånare.

## Befolkningsutveckling
Antalet invånare i kommunen Cintray
Referens:INSEE